# 椎椹藻属
椎椹藻属（学名：Spondylomorum）为椎椹藻科的一个属。

## 下级分类
本属包括以下物种：
- 椎葚藻 Spondylomorum quaternarium Ehrenberg, 18481